# Выборы в Верховный Совет Белорусской ССР (1990)
Выборы в XII Верхо́вный Сове́т Белору́сской ССР состоялись 4 марта 1990 года на территории БССР, одновременно с выборами народных депутатов в РСФСР и на Украине. Проходили по одномандатным округам по мажоритарной избирательной системе. Было избрано около 90 % представителей коммунистической партии и до 10 % депутатов, оппозиционных правящей партии.

## Предыстория
В октябре 1989 года Верховный Совет Белорусской ССР принял Закон «О выборах народных депутатов Белорусской ССР», которым было предусмотрено проведение выборов по одномандатным избирательным округам. Новый закон сократил численность состава парламента (с 485 членов до 360), что являлось характерной тенденцией сокращения законодательных органов власти на всей территории Советского Союза в конце 1980-х гг. Сменилось также и наименование избранных членов Совета, которые теперь стали называться народными депутатами.
Согласно закону 50 народных депутатов БССР избиралось такими организациями как Белорусская республиканская организация ветеранов войны и труда, а также Белорусские общества инвалидов, слепых и глухих «на их съездах, конференциях либо пленумах их республиканских органов».
Являлись первыми выборами в советской Белоруссии, проводимыми на альтернативной основе.

## Проведение
Выборы в Верховный Совет БССР прошли одновременно с выборами депутатов местных Советов и состоялись 4 марта 1990 года. Особенностью выборов, характерной не для всех других союзных республик, было предоставленное право жителям других республик СССР, находящихся в день выборов на территории Белоруссии, также принимать участие в выборах.
Среди кандидатов в депутаты были представители коммунистов, националистов и демократов. Накануне выборов, 25 февраля 1990 года на площади Ленина в Минске прошел стотысячный митинг Белорусского народного фронта (БНФ), возглавляемого Зеноном Позняком, как силы, оппозиционной коммунистической партии. Митингующие окружили главное здание телевидения. БНФ потребовал роспуска Центральной комиссии по выборам народных депутатов, а также отставки партийного руководителя республики Е. Е. Соколова. Кроме того, по требованию З. С. Позняка, который заявил об антинародной, реакционной и консервативной власти КПСС ему был предоставлен 15-минутный телевизионный эфир.

## Итоги

Фракции Верховного совета Белорусской ССР XII созыва :
Коммунистическая партия Белоруссии (302)
независимые (32)
Белорусский народный фронт (26)

Из 360 народных депутатов 310 избирались гражданами напрямую в одномандатных округах. 50 мест были зарезервированы для представителей общественных объединений. На 310 избираемых мандатов претендовали 1427 кандидатов.
В первом туре было избрано 98 депутатов. Во втором туре 18 марта было избрано 155 депутатов. Однако кворум в 240 мест не был достигнут. Выборы прошли 22 апреля (в 18 округах) и 5 мая (в 63 округах), 38 депутатов было избрано. Потом 11 депутатов избрано 10 и 14 мая, сделав число избранных 278 вместе с депутатами от организаций ветеранов, инвалидов и пенсионеров.
В Верховном Совете действовало несколько фракций. Депутатская группа КПБ объединяла 147 из 328 избранных народных депутатов. В состав Депутатской группы БНФ, которая была ядром оппозиции, в июне 1990 года вошли 26 человек. Вместе с представителями Белорусской социал-демократической громады они образовывали более широкое объединение, Депутатскую оппозицию БНФ в составе 42 человек. Наиболее общии требования оппозиции поддерживали участники Демократического депутатского клуба (ДДК) во главе со Станиславом Шушкевичем, который был создан летом 1990 года. В его состав входил, среди прочего, и Александр Лукашенко. ДДК объединял около 100 членов Верховного Совета.
На выборах в Шкловском районе Могилёвской области победил будущий президент Беларуси Александр Лукашенко. Также в число депутатов вошли Станислав Шушкевич и Зенон Позняк.
Председателем Верховного совета, что соответствовало статусу формального главы белорусского государства, был избран Николай Дементей.